# شهرستان لیون (مینه‌سوتا)
شهرستان لیون، مینه‌سوتا (به انگلیسی: Lyon County, Minnesota) شهرستانی در ایالات متحده آمریکا است که در مینه‌سوتا واقع شده‌است.